# Katedra w Grenadzie

Widok na nawę główną

Katedra w Grenadzie (hiszp.: Catedral de Santa María de la Encarnación – Katedra Najświętszej Maryi Panny od Wcielenia) gotycko-renesansowa katedra w Grenadzie.
Katedra jest dziełem, którego wznoszenie rozpoczął w 1523 Enrique de Egas, jednakże rada kapituły podjęła decyzję zmiany planów budowy i przekazania kontynuowanie prac architektowi Diego de Siloé, który podczas podróży do Włoch poznał renesans włoski. Do czasu zakończenia budowy w 1704 następcami Siloé było wielu wybitnych architektów, w tym Alonso Cano, który w 1667 ukończył fasadę budynku. Katedra o wymiarach 67 × 116 m jest przykładem gotyku izabelińskiego. W zakrystii znajduje się muzeum z kielichami, krzyżami procesyjnymi i relikwiarzami, znajduje się tam także korona i berło królowej Izabeli, miecz Ferdynanda oraz flagi wykorzystywane podczas podboju emiratu Grenady. Jest tam kolekcja flamandzkich i włoskich gobelinów, a także dzieła Hansa Memlinga, Rogiera van der Weydena oraz Sandro Botticellego.
Do katedry przylega słynna Capilla Real (kaplica królewska), gdzie mieszczą się groby Królów Katolickich wykonane z marmuru kararyjskiego przez florenckiego rzeźbiarza Domenica Fancellego, a także ich córki Joanny Szalonej oraz jej męża Filipa I Pięknego z dynastii Habsburgów wyrzeźbione przez Bartolomé Ordoñeza.